# Mrtvý bod (seriál)
Mrtvý bod (v anglickém originále Blindspot) je americký televizní seriál Martina Gera produkovaný společností Warner Bros. Television. Ve Spojených státech měl úvodní díl seriálu premiéru 21. září 2015 na stanici NBC. 9. listopadu 2015 oznámila stanice obnovení seriálu pro druhou sérii. Druhá řada měla ve Spojených státech premiéru 14. září 2016. První řada měla v České republice premiéru 7. listopadu 2016. Dne 10. května 2017 bylo stanicí oznámeno objednání třetí řady, která měla premiéru dne 27. října 2017.
Dne 10. května 2019 bylo stanicí NBC oznámeno, že seriál získá pátou řadu, která bude zároveň finální řadou seriálu. Závěrečná řada měla premiéru dne 7. května 2020 a skládala se z 11 dílů.

## Příběh
Na newyorském Times Square se najde taška s živou mladou ženou. Celé její tělo je pokryto záhadnými tetováními a obrazci. Vůbec nemá ponětí, kdo je, odkud pochází a jak se tam dostala. K tomuto případu je povolán agent FBI Kurt Weller, jehož jméno má vytetované na zádech. Kurt se začíná domnívat, že každé tetování je vodítkem ke zločinům, které bude třeba vypátrat a zastavit. S každým vyřešeným případem se agenti FBI dostávají blíž k identitě záhadné ženy, jejíž prozatímní jméno je Jane Doe.

## Obsazení
Ze začátku je v seriálu deset hlavních postav. V posledním dílu první sérii umírá zástupkyně ředitele FBI Bethany Mayfairová. Tu vystřídá agent FBI Kurt Weller.

### Hlavní role
- Sullivan Stapleton jako Kurt Weller: Agent FBI. Na začátku první série je povolán k případu Jane Doe, jelikož bylo na jejím těle objeveno záhadné tetování s jeho jménem. Kurt si myslí, že Jane je zmizelá dívka z jeho dětství, která se jmenovala Taylor Shaw, ale není. Na konci první sérii je povýšen na zástupce ředitele FBI poté, co předešlá zástupkyně Mayfairová záhadně zmizí. Na konci druhé série řekne Jane že ji mijuje(v prvním díle třetí série mají svatbu) a odstupuje od role zástupce ředitele.
- Jaimie Alexander jako Alice Krugerová, Remi Briggsová a Jane Doe: Neidentifikovaná žena, která byla nalezena nahá na Times Square. Je držena v ochranné vazbě FBI v rámci vyšetřování její identity. Přes ztracené vzpomínky si postupně vzpomíná na její minulý život. Je velmi zkušená v boji a je podezřívána, že patří k Navy SEALs. Kvůli jizvě na krku a potvrzených testů DNA si Kurt myslí, že Jane je ztracená dívka Taylor Shaw, kterou v dětství zabil Kurtův otec. Ten se přizná až na smrtelné posteli, kde umírá na rakovinu plic. Proto se Kurt vydává hledat její ostatky. Nachází ji na místě, kde s tátou v dětství tábořili. Zjistí se, že DNA testy byly zaměněny a Jane se narodila jako Alice Krugerová v Jižní Africe. Když byla malá, tak osiřela a byla cvičená v boji, jako dětský voják. Nakonec jí adoptuje žena jménem Shepherd. Dostane novou identitu a stane se z ní Remi Briggsová. Společně se svým bratrem Romanem a „matkou“ Sheperd udělají plán aby Amerika celá vybouchla, proto Remi potetujou, vymažou jí paměť a pošlou jí na FBI. Roman jí nechal v tašce na Times Square a pak se z Remi stane Jane Doe(podrobnosti na začátku). Na konci druhé série ji Kurt řekne že ji miluje a ona mu řekne to samé(v prvním díle třetí série mají svatbu). Přes třetí sérii se snaží zastavit společně se svým týmem svého bratra Romana. Jane zjistí že v 16 porodila dceru, Avery, ale její matka jí dceru nechtěla dopřát proto jí dala k adopci. Na konci třetí série se zjistí že jak vymazali Jane pamět, látkou zvanou „ZIP“, trpí otravou z této látky, která ji zabíjí
- Rob Brown jako speciální agent Edgar Reade: Agent FBI, který je členem Kurtova týmu. Měl pochybnosti o Janině loajalitě. Ve třetí sérii je povýšen na zástupce ředitele FBI.
- Audrey Esparza jako speciální agent Natasha „Tasha“ Zapatová: Agentka FBI, která je členem Kurtova týmu. Dříve byla důstojníkem u NYPD. Je závislá na hazardu, ale před přáteli to tají. Závislou se stala po smrti svého partnera u NYPD.
- Ashley Johnson jako speciální agent Pattersonová: Šéfka forenzního oddělení FBI, která zodpovídá za studování a identifikaci Janiných tetování.
- Ukweli Roach jako doktor Robert Borden (1.–2. řada, vedlejší role: 3. řada): Skutečným jménem Nigel Thornton je FBI psychiatr, který pomáhá navrátit Jane ztracené vzpomínky. Je odhalen jako špeh Sandstromu uvnitř FBI.
- Marianne Jean-Baptiste jako Bethany Mayfairová (1 . řada, host: 2. řada): Zástupkyně ředitele FBI. Mayfairová je zodpovědná za Kurta a jeho tým. Byla kontaktem FBI v operaci Daylight. Tato operace měla za úkol používat nelegálně získané informace a prezentovat je jako získané od vymyšlených informátorů. Daylight se mimo jiné nachází na jednom s Janiných tetováních. Nakonec je zastřelena Oscarem kvůli důkazům o Janině minulosti.
- Archie Panjabi jako Nas Kamalová (2. řada, host: 3. řada): Velitelka tajného oddělení NSA s názvem Zero Division.
- Luke Mitchell jako Ian „Roman“ Kruger (2. a 3. řada, host: 4. řada): Bratr Remi/Jane a člen organizace Sandstorm.
- Michelle Hurd jako Shepherd (2. řada, host:3. a 4. řada): Adoptivní matka Remi/Jane a Romana a vůdce teroristické organizace Sandstorm.

### Vedlejší role
- Johnny Whitworth jako Markos (1. řada): Tajemný muž, které je spojován s Janinou minulostí. Je zabit neznámým odstřelovačem. Byl členem organizace Sandstorm.
- Jordana Spiro jako Sarah Wellerová (1. řada): Kurtova sestra, která se snaží léčit jak Kurtovo trauma po zmizení Taylor, tak i zničený vztah mezi ním a jejím nemocným otcem. Milovala se s Edgarem.
- Logan Schuyler Smith jako Sawyer (1. řada): Sářin syn a Kurtův synovec.
- Michael Gaston jako Thomas „Tom“ Carter (1. řada): Zástupce ředitele CIA, který je spojován s tajnou operací Daylight. Velmi se zajímá o Jane kvůli jejím tetováním, které mohou prozradit existenci této operace. Je zabit Oscarem, když vyslýchá Jane.
- Joe Dinicol jako David Wagner (1. řada): Přítel Pattersonové, který je zabit ruským agentem.
- Jay O. Sanders jako Bill Weller (1. řada): Kurtův a Sářin otec, který byl obviněn z únosu a zabití Taylor Shaw, protože lhal o svém alibi. Zničilo mu to manželství a nakonec i vztah se synem. Má nevyléčitelnou rakovinu plic. V průběhu seriálu říká, že chtěl spáchat sebevraždu v noc Taylořina zmizení. Díky tomu se Kurtova důvěra v něm navrátila. Nicméně na smrtelné posteli přiznává, že skutečně zabil Taylor Shaw, ačkoli jeho slova znamenají, že to byla nehoda.
- François Arnaud jako Oscar (1. řada): Tajemný muž, který je spojen s Janinou minulostí. Postupně se ukazuje, že to je Janin ex-přítel. Byl významným členem organizace Sandstorm. Lhal Jane o její minulost a nakonec se ji snaží znovu vymazat paměť. Jane se brání a omylem ho bodne kosou do srdce.
- Lou Diamond Phillips jako Saúl Guerrero (1. řada): Známý vůdce gangu a číslo dva na seznamu deseti nejhledanějších uprchlíků FBI, který je spojen s operací Daylight. Byl „oficiálním“ zdrojem informací v operaci Daylight. Je zabit  ve vězení na příkaz Toma Cartera.
- Trieste Kelly Dunn jako Allison Knightová: Bývalá agentka FBI, která je nyní U.S. Marshal. Je to Kurtova ex-přítelkyně, která se pokusila obnovit jejich vztah. Momentálně má dceru Bethany s Kutem a přítele Conara.
- John Hodgman jako šéfinspektor Jonas Fischer (1. řada): Chtěl nahradit Mayfairovou. Později je odhalen jako ruský agent. Nakonec je zabit Jane.
- Ennis Esmer jako Rich DotCom: Bývalý počítačový programátor, ze kterého se stane pán internetové kriminality. V současné době je v Kurtově týmu.
- Sarita Choudhury jako Sofia Varmová: Zástupkyně Bílého domu, která je spolu s Mayfairovou spojena s operací Daylight. Spáchala sebevraždu, aby unikla pronásledovatelům. Později se ukazuje, že ve skutečnosti byla součástí spiknutí a sama se podílela na vraždě Mayfairové.
- Eisa Davis jako Donna Hollaranová/Alexandra Harrisonová (1. řada): Nejspíše prodavačka, která se romanticky zaplete s Mayfairovou. Je ubodána k smrti ve svém hotelovém pokoji. Její vražda je varováním pro Mayfairovou, aby neřešila Carterovu smrt.
- Aaron Abrams jako AUSA Matthew Weitz: Ambiciózní AUSA, který tajně vyšetřuje korupci uvnitř FBI, konkrétně Mayfairovou. Momentálně je zástupcem ředitele FBI.
- Jonathan Patrick Moore jako Oliver Kind (2. řada): Odborník na vodu, který se spřátelí s Jane(chodila s ním).
- Dylan Baker jako ředitel Sam Pellington (1. řada–dosud), ředitel FBI
- Chad Donella jako Jake Keaton (2. řada–dosud): Nový zástupce ředitele CIA. Mučil Jane pro informace poté, co ji FBI předalo CIA. Setká s Wellerem a jeho týmem během tajné mise.
- Li Jun Li jako Karen Sun (2. řada), psychiatrička
- Mary Stuart Masterson jako Eleanor Hirst (2. řada/konec - 3. řada/začátek) Byla ředitelkou FBI, momentálně ve vězení
- Tori Andersonová jako Blake Crawford (3. řada), dcera Hanka Crawforda
- Kristina Reyes jako Avery (3. řada), dcera Jane
- David Morse jako Hank Crawford (3. řada), terorista
- Reshma Shetty jako Megan Butani (3. řada), novinářka(chodila s Readem)

## Vysílání
| Řada | Díly | Premiéra v USA | Premiéra v USA    | Premiéra v ČR      | Premiéra v ČR     |
| Řada | Díly | První díl      | Poslední díl      | První díl          | Poslední díl      |
| ---- | ---- | -------------- | ----------------- | ------------------ | ----------------- |
| 1    | 23   | 21. září 2015  | 23. května 2016   | 7. listopadu 2016  | 30. března 2017   |
| 2    | 22   | 14. září 2016  | 17. května 2017   | 30. března 2017    | 15. června 2017   |
| 3    | 22   | 27. října 2017 | 18. května 2018   | 27. listopadu 2018 | 18. prosince 2018 |
| 4    | 22   | 12. října 2018 | 31. května 2019   | nebylo vysíláno    | nebylo vysíláno   |
| 5    | 11   | 7. května 2020 | 23. července 2020 | nebylo vysíláno    | nebylo vysíláno   |